# Åke Lundeberg
Åke Lundeberg (Gävle, 14 dicembre 1888 – Gävle, 29 maggio 1939) è stato un tiratore a segno svedese.

## Palmarès

### Olimpiadi
- 3 medaglie:
  - 2 ori (Stoccolma 1912 nel bersaglio mobile a squadre; Stoccolma 1912 nel bersaglio mobile colpo doppio individuale)
  - 1 argento (Stoccolma 1912 nel bersaglio mobile individuale)